# Zandkool
Zandkool (Diplotaxis) is een geslacht van eenjarige en overblijvende kruiden uit de kruisbloemenfamilie (Cruciferae oftewel Brassicaceae). De botanische naam Diplotaxis is afgeleid van het Oudgriekse 'diplous' = dubbel en 'taxis' = rij. De naam verwijst naar de dubbele rij zaden in de hauw.
Het geslacht komt van nature voor van West-Europa tot de Kaukasus en Syrië.
In Noord-Amerika worden Diplotaxis muralis en Diplotaxis tenuifolia als invasieve soort gezien.
In België en Nederland komen alleen de grote zandkool (Diplotaxis tenuifolia)
en de kleine zandkool (Diplotaxis muralis) voor. In Duitsland komen ook Diplotaxis viminea en Diplotaxis erucoides  voor.
De soorten uit dit geslacht zijn waardplant voor de aangebrande valkmot (Evergestis extimalis), de bonte valkmot (Evergestis pallidata), Sitochroa verticalis (fijne golfbandmot) en voor de bladmineerders
Chromatomyia horticola, Ceutorhynchus contractus, Liriomyza strigata, Liriomyza xanthocera, Phyllotreta nemorum, Phytomyza rufipes, Plutella xylostella en Scaptomyza flava.
De bladeren van de grote en de kleine zandkool worden sinds de Romeinse tijd in het Middellandse Zeegebied gebruikt als groente in salades, maar ook gekookt als groente of gebakken in pizza's. De bladeren zijn rijk aan vitamine C en ijzer.
Determinatietabel:
| Plant                | Bladeren                          | Afmeting kroonblad             | Hauwtjes                                | Bloeitijd   | locatie                                                | overig                           | foto |
| -------------------- | --------------------------------- | ------------------------------ | --------------------------------------- | ----------- | ------------------------------------------------------ | -------------------------------- | ---- |
| Grote zandkool       | grijs viltig?, overal aan stengel | 7-15 mm                        | 2 - 6 cm, bijna evenwijdig aan stengel  | juni-herfst | rurale plaatsen, droog, open, voedselrijk              | bij kneuzing stinken de bladeren |      |
| Kleine zandkool      | Vooral in wortelrozet             | 4-8 mm                         | 1,5-4,5 cm, schuin afstaand van stengel | mei-okt     | matig voedselrijke open droge plaatsen                 | In Nederland zeldzaam            |      |
| Diplotaxis erucoides | grof getand, in grondrozet        | bloemen zijn wit, later violet |                                         |             | voornamelijk in zuid-europa, afnemend in middeleuropa. |                                  |      |
| Diplotaxis viminea   | in grondrozet                     |                                |                                         |             | komt voornamelijk in zuid-europa voor.                 | kleiner dan kleine zandkool      |      |

... · 
Alliaria · 
Alyssum (Schildzaad) · 
Arabidopsis · 
Arabis (Scheefkelk) · 
Armoracia · 
Aubrieta · 
Barbarea (Barbarakruid) · 
Berteroa · 
Brassica (Kool) · 
Braya · 
Bunias (Hardvrucht) · 
Cakile · 
Calepina · 
Camelina · 
Capsella (Herderstasje) · 
Cardamine (Veldkers) · 
Cochlearia (Lepelblad) · 
Coincya · 
Conringia · 
Coronopus (Varkenskers) · 
Crambe (Bolletjeskool) · 
Descurainia · 
Diplotaxis (Zandkool) · 
Draba · 
Erophila · 
Eruca · 
Erucastrum · 
Eutrema  · 
Erysimum (Steenraket) · 
Heliophila · 
Hesperis · 
Hirschfeldia · 
Hormathophilla · 
Hornungia · 
Iberis (Scheefbloem) · 
Isatis · 
Lepidium (Kruidkers) · 
Lobularia · 
Lunaria (Judaspenning) · 
Malcolmia · 
Matthiola · 
Neslia · 
Physaria · 
Pringlea · 
Ptilotrichum · 
Raphanus (Radijs) · 
Rapistrum · 
Rorippa (Waterkers) · 
Schouwia · 
Selenia · 
Sinapidendron · 
Sinapis · 
Sisymbrium (Raket) · 
Subularia · 
Teesdalia · 
Thlaspi (Boerenkers) · 
...